# Józef Tenenbaum
Józef Tenenbaum, Joseph Leib Tenenbaum (ur. 22 maja 1887 w Sasowie, zm. 10 grudnia 1961 w Nowym Jorku) – żydowski urolog i chirurg, działacz, przywódca syjonistyczny, pisarz.

## Życiorys
Uczył się w religijnej szkole elementarnej, następnie ukończył szkołę powszechną i gimnazjum, w 1911 Uniwersytet Wiedeński, a w 1914 Uniwersytet Franciszkański we Lwowie, gdzie uzyskał dyplom lekarski. Od czternastego roku życia działał w studenckiej organizacji Tseire-Tsiyon (Młodzi Syjoniści). Założył grupę naukową Heatid (Przyszłość) we Lwowie. Podczas studiów związał się z młodzieżową organizacją studencką Hashahar.
Podczas I wojny światowej służył jako lekarz wojskowy w stopniu kapitana w armii austriackiej. W 1919 był delegatem na Konferencję Pokojową w Paryżu, reprezentując Żydowską Radę Narodową w Polsce. Imigrując do Stanów Zjednoczonych w 1920 roku, został urologiem i chirurgiem, wykładał na Uniwersytecie Columbia (1922–1924), a następnie pracował w kilku nowojorskich szpitalach. Był przywódcą amerykańskiego życia żydowskiego, służąc jako przewodniczący komitetu wykonawczego Kongresu Żydów Amerykańskich (1929–1936), wiceprezes tej organizacji (1943–1945) oraz członek komitetu administracyjnego Światowego Kongresu Żydów (1936). Był założycielem i przewodniczącym Joint Boycott Council of the American Jewish Congress (1933–1941), organizacji promującej bojkot materiałów niemieckich w Stanach Zjednoczonych przed i w czasie II wojny światowej.
Jako prezydent Amerykańskiej i Światowej Federacji Żydów Polskich, po wojnie dwukrotnie odwiedził Polskę, by nieść pomoc pozostałym tam Żydom, za co postanowieniem prezydenta Bolesława Bieruta z 1 lipca 1947 został odznaczony Krzyżem Komandorskim Orderu Odrodzenia Polski.
Jest autorem wielu artykułów, esejów, przemówień i książek o tematyce medycznej, problematyce żydowskiej i Holokauście.
Był dwukrotnie żonaty. Z Otilią Jon (John) miał trzech synów: Edwarda (1921–1975), Bertranda i Roberta. Później poślubił Sheilę Schwartz.

## Publikacje
- Żydowskie problemy gospodarcze w Galicyi (1918).